# Belz (Oekraïne)
Belz (Oekraïens: Белз; Pools: Bełz; Jiddisch: בעלזא) is een kleine stad in de oblast Lviv in het westen van Oekraïne aan de grens met Polen. De plaats ligt tussen de rivieren Solokija (zijrivier van de Westelijke Boeg) en de Rzeczyca. De stad staat onder jurisdictie van het district Sokalski. De plaats werd voor het eerst genoemd in 1030.  In 1377 verkreeg ze Maagdenburgse rechten. Belz maakte eeuwenlang deel uit van Galicië,een landstreek behorend tot het Habsburgse Rijk.

De chassidisch-joodse beweging Belz heeft in Belz haar oorsprong. Vele geestelijke leiders liggen hier begraven, waardoor de stad een soort bedevaartsoord is geworden.